# Mikołaj Sieniawski (hetman wielki koronny)

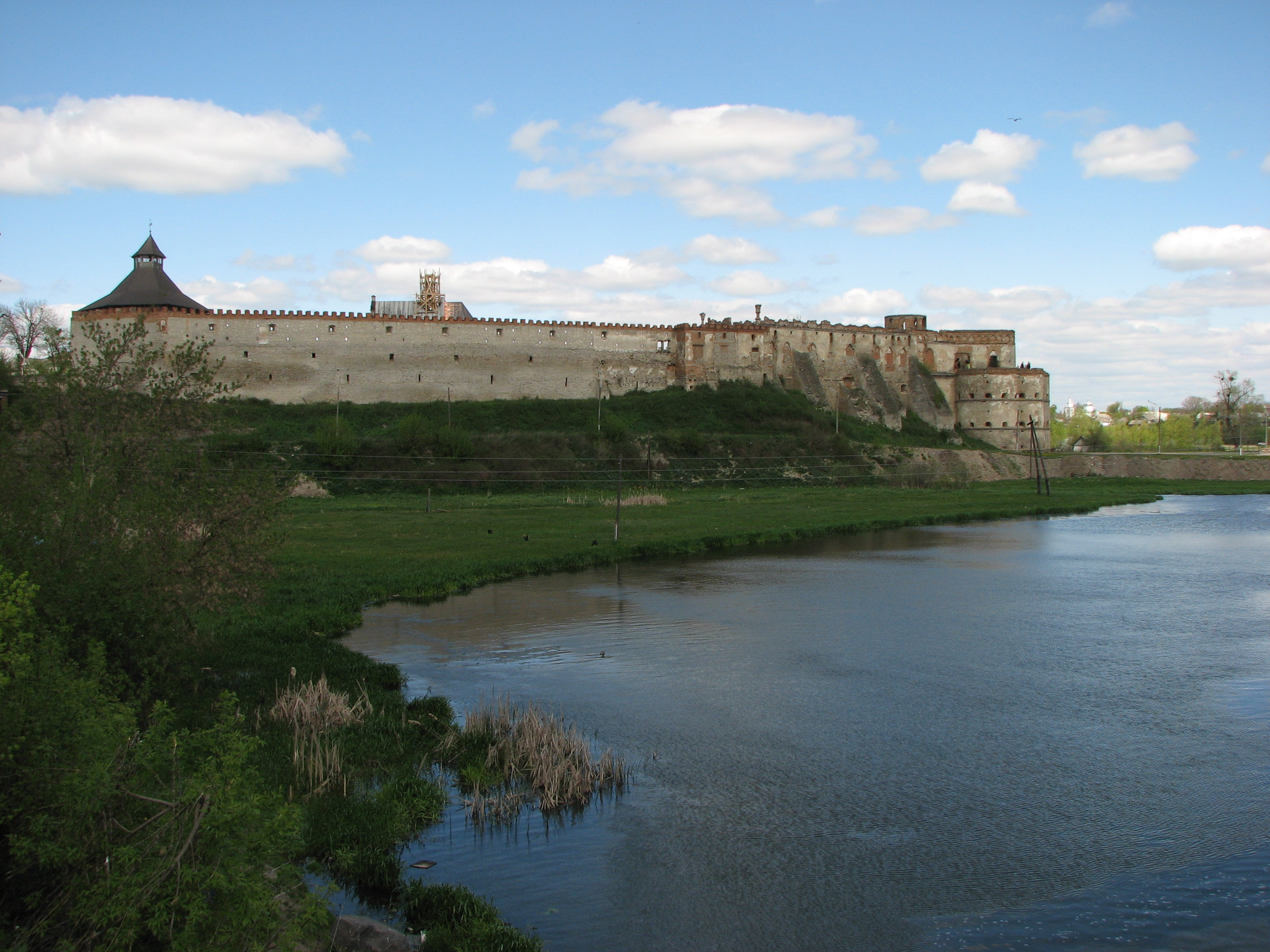
Zamek w Międzybożu, w którym Sieniawski bronił się przed Tatarami w 1566

Mikołaj Sieniawski herbu Leliwa (ur. 1489, zm. 1569) – hetman wielki koronny, wojewoda bełski i ruski, rotmistrz jazdy obrony potocznej w latach 1522–1566, kalwinista.

## Życiorys
Syn chorążego halickiego Rafała z Sieniawy i Agnieszki Cebrowskiej. Ojciec Mikołaja, hetmana polnego koronnego i Anny Sieniawskiej, którą poślubił Spytek Wawrzyniec Jordan.
W 1512 wziął udział w bitwie pod Łopusznem. Od 1518 był dworzaninem króla Zygmunta I Starego. Od 1522 brał udział w walkach z Tatarami i Mołdawianami. Poseł na sejm piotrkowski 1524/1525 roku z ziemi halickiej. W latach 1530–1537 był rotmistrzem jazdy na Podolu. W 1531 został strażnikiem polnym koronnym. Na jego barkach spoczęła wówczas obrona Rzeczypospolitej przed rajdami czambułów tatarskich pustoszących województwa podolskie i bracławskie. Stanął na czele obrony potocznej. Brał udział w bitwie pod Obertynem w 1531. Pod hetmanem Janem Tarnowskim wygrał kilkanaście bitew. W 1532 został podkomorzym halickim. W 1537 został kasztelanem bełskim. W 1539 był już hetmanem polnym. W 1542 wojewodą bełskim, a w 1553 wojewodą ruskim. W roku 1552 wprowadził na tron mołdawski jako lennika Polski Aleksandra Lăpușneanu. W 1561 dostał upragnioną buławę wielką koronną i był do śmierci czujnym strażnikiem granic wschodnich.
Był jednym z największych przeciwników ruchu egzekucyjnego i wielkim zwolennikiem unii Korony z Litwą.
Lokacje miast
Mikołaj Sieniawski był założycielem wielu miast.
Oprócz siedziby rodowej Brzeżan, założonych w 1530 r., założył także Borek w 1530 r., Sieniawskie Pole nad Ikawą w 1543 r., Kałusz w 1549 r. i Mikołajów nad Maniłówką w 1555 r.

## Życie prywatne
Miał czterech synów: Hieronima Sieniawskiego – wojewodę ruskiego, starosę halickiego, kołomyjskiego; Mikołaja Sieniawskiego – kasztelana kamienieckiego, hetmana polnego koronnego, starostę stryjskiego; Rafała Sieniawskiego, ożenionego z Katarzyną Dziaduską h. Jelita, starościanką konińską; Jana Sieniawskiego – ożenionego z NN Herburtówną, córką kasztelana lwowskiego.
Jego nagrobek oraz nagrobki potomków (m.in.): syna Hieronima (z 1583) oraz wnuka Adama Hieronima (z 1619), znajdują się w kaplicy zamkowej w mieście, które założył – Brzeżanach.